# 新白河駅

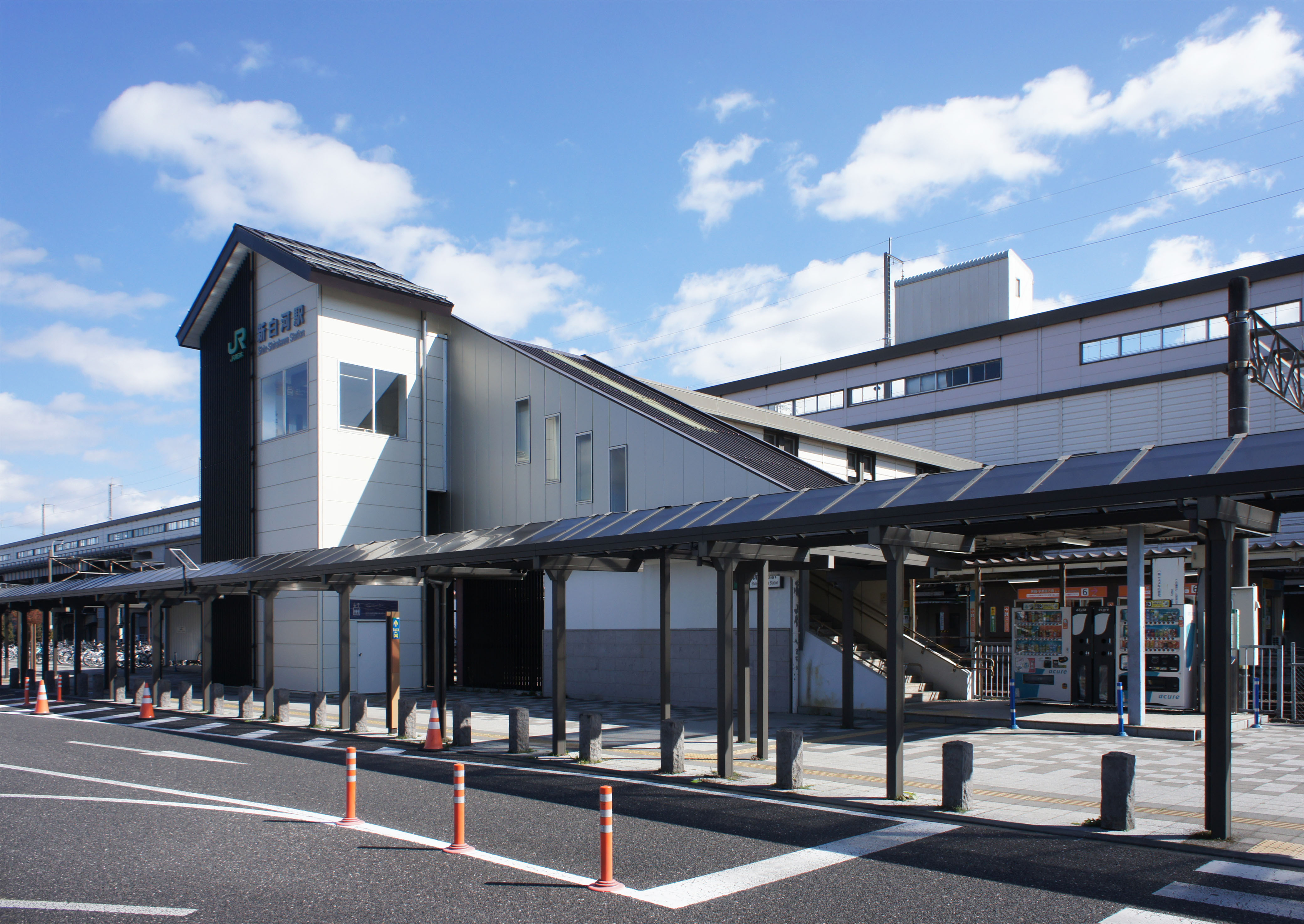
西口（2021年10月）

新白河駅（しんしらかわえき）は、福島県西白河郡西郷村道南東にある、東日本旅客鉄道（JR東日本）・日本貨物鉄道（JR貨物）の駅。
東北新幹線と、在来線の東北本線が乗り入れており、接続駅となっている。日本の新幹線の停車する駅としては唯一村に所在するが、西郷村と白河市の境界部に位置し、新幹線ホームの北側部分は白河市にまたがっている。

## 歴史
- 1944年（昭和19年）
  - 10月11日：運輸通信省東北本線の磐城西郷信号場が開設[2]。
  - 11月16日：専用線を発着する車扱貨物の取り扱いを開始[2]。
- 1959年（昭和34年）4月7日：駅に昇格し、磐城西郷駅（いわきにしごうえき）として開業[2]。
- 1982年（昭和57年）6月23日：東北新幹線が開業[3][4]。同時に新白河駅に改称[3][2]。みどりの窓口を設置[3]。
- 1984年（昭和59年）2月1日：荷物の取り扱いを廃止[2]。
- 1985年（昭和60年）11月9日：東口改札そばに、直営そば・うどん店「喜多」が開店[5]。
- 1987年（昭和62年）4月1日：国鉄分割民営化により、JR東日本・JR貨物の駅となる[2]。
- 1990年（平成2年）3月10日：専用線を発着するコンテナ貨物の取り扱いを開始[2]。
- 1994年（平成6年）12月3日：貨物列車の設定がなくなる[2]。
- 1999年（平成11年）3月9日：新幹線改札口に自動改札機を設置[6]。
- 2011年（平成23年）2月27日：西口、および改札内コンコースと各ホームとを結ぶエレベーターを設置し、使用を開始[7]。
- 2017年（平成29年）10月14日：黒磯駅構内の電力設備改良工事に伴い、東北本線・黒磯駅 - 郡山駅間の上下線で、当駅を始発着とする運用を開始（詳細は後述）。
- 2020年（令和2年）3月14日：新幹線eチケットサービスを開始[8]。
- 2021年（令和3年）3月13日：タッチでGo!新幹線のサービスを開始[9]。
- 2022年（令和4年）3月12日：在来線ホーム7番線で発車メロディの使用を開始。

## 駅構造
新幹線は相対式ホーム2面2線・通過線2線を持つ高架駅、在来線は単式ホーム1面1線・島式ホーム1面3線をの計2面4線を持つ地上駅（橋上駅）である。みどりの窓口、自動券売機、指定席券売機、NewDays（JR東日本クロスステーション営業）が設置されている。
Suicaは新幹線の新幹線eチケットサービスやタッチでGo!新幹線としての利用はできるが、在来線の利用は区域外のためできない。
在来線には自動改札機はなく、有人改札のみである。また、在来線構内およびホームにはトイレが設置されていないため、構内には改札外や電車内のトイレを利用することを案内する旨の掲示がされている。
郡山統括センターの直営駅で、管理駅でもあるが、自駅単独管理となっている（周辺駅は郡山駅による管理）。

### のりば
| 番線             | 路線       | 方向 | 行先                   | 備考           |
| ---------------- | ---------- | ---- | ---------------------- | -------------- |
| 新幹線高架ホーム |            |      |                        |                |
| 1                | 東北新幹線 | 上り | 宇都宮・上野・東京方面 |                |
| 4                | 東北新幹線 | 下り | 郡山・仙台・盛岡方面   |                |
| 在来線地上ホーム |            |      |                        |                |
| 5                | ■東北本線  | 上り | 黒磯・宇都宮方面       | 一部の列車     |
| 6                | ■東北本線  | 上り | 黒磯・宇都宮方面       | 当駅始発       |
| 7                | ■東北本線  | 下り | 白河・郡山方面         | 当駅始発       |
| 8                | ■東北本線  | 下り | （降車ホーム）         | （降車ホーム） |

付記事項
- 2・3番線は新幹線の通過線であるため、のりば（ホーム）はない。
- 東北本線（在来線）は朝の上り1本（白河発黒磯行）を除き、当駅で運行系統が分割されている。
- 東北本線（在来線）の上り本線は5番線、下り本線は8番線であり、6番線は黒磯方面から、7番線は郡山方面からの当駅折り返しの列車が停車する。かつては中線（旧6番線）は列車折り返しのほか、通過列車の待避も可能であった。2017年に中線の中ほどに車止めが設置され、そこを境に黒磯側を6番線、郡山側を7番線としており、同時に下り本線を7番線から8番線に改番した。これは、2017年度（平成29年度）内に黒磯駅構内の架線が直流化され[注 1]、直流電化と交流電化の境目（デッドセクション）が黒磯駅 - 高久駅間に移設されるため、701系などの交流電車が黒磯駅構内に進入できなくなったことによる。2017年（平成29年）10月14日のダイヤ改正から黒磯駅 - 当駅間をE531系交直流電車とキハ110系気動車[注 2]に置き換えて運行し、6・7番線ホームで当駅までの運行となる交流型電車と同一ホームで乗り換えとなった。これによって、在来線の交流型電車は関東地方への乗り入れが消滅した。
- 新幹線の定期列車は郡山発着の「なすの」と一部の「やまびこ」（仙台発着で各駅停車または小山、那須塩原、白石蔵王のみ通過するタイプ）が停車する。また、盛岡始発の上り2本も停車する。なお、「はやぶさ」「つばさ」「こまち」は全列車が通過する。

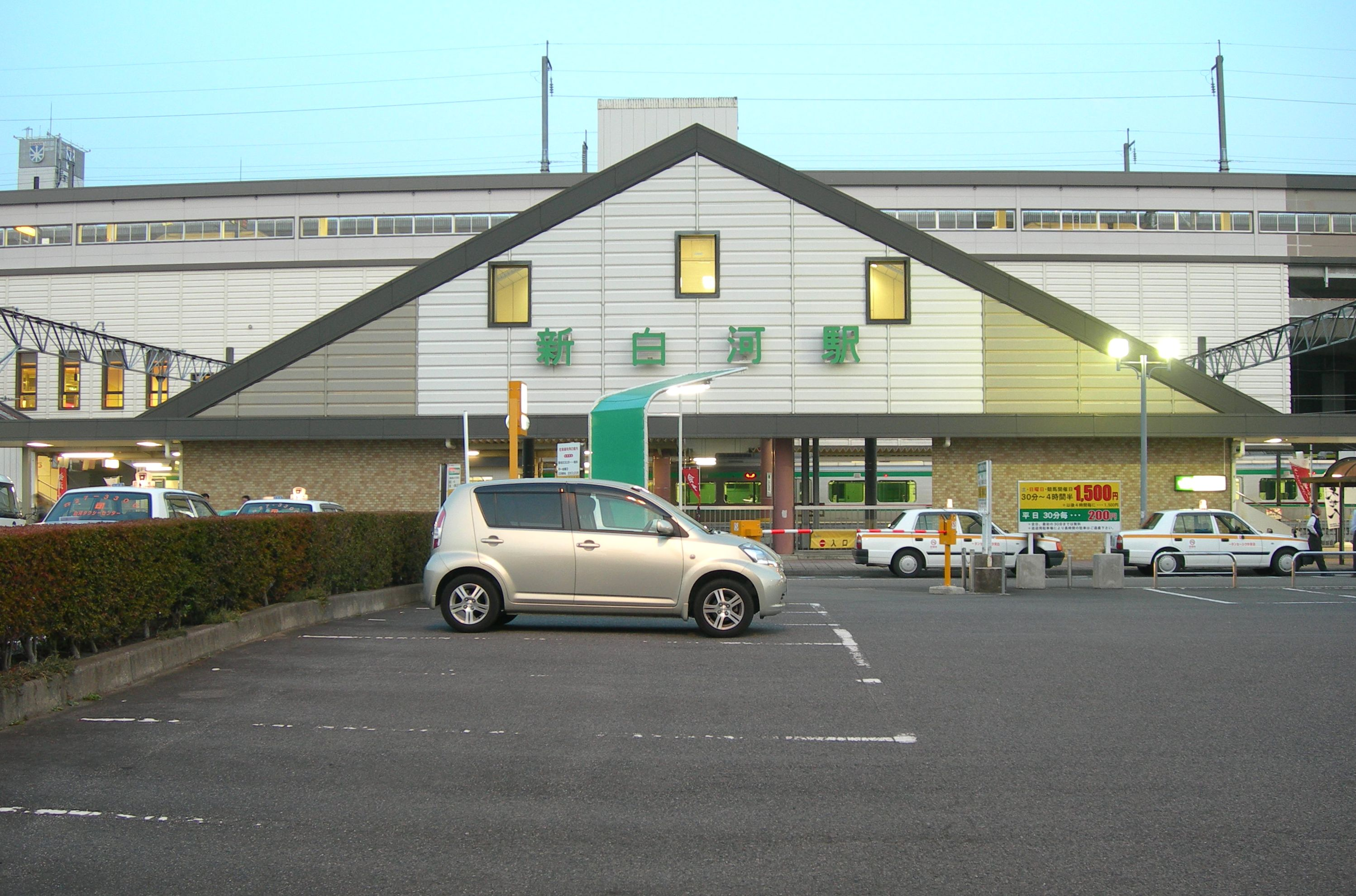
改修前の西口（2009年9月）
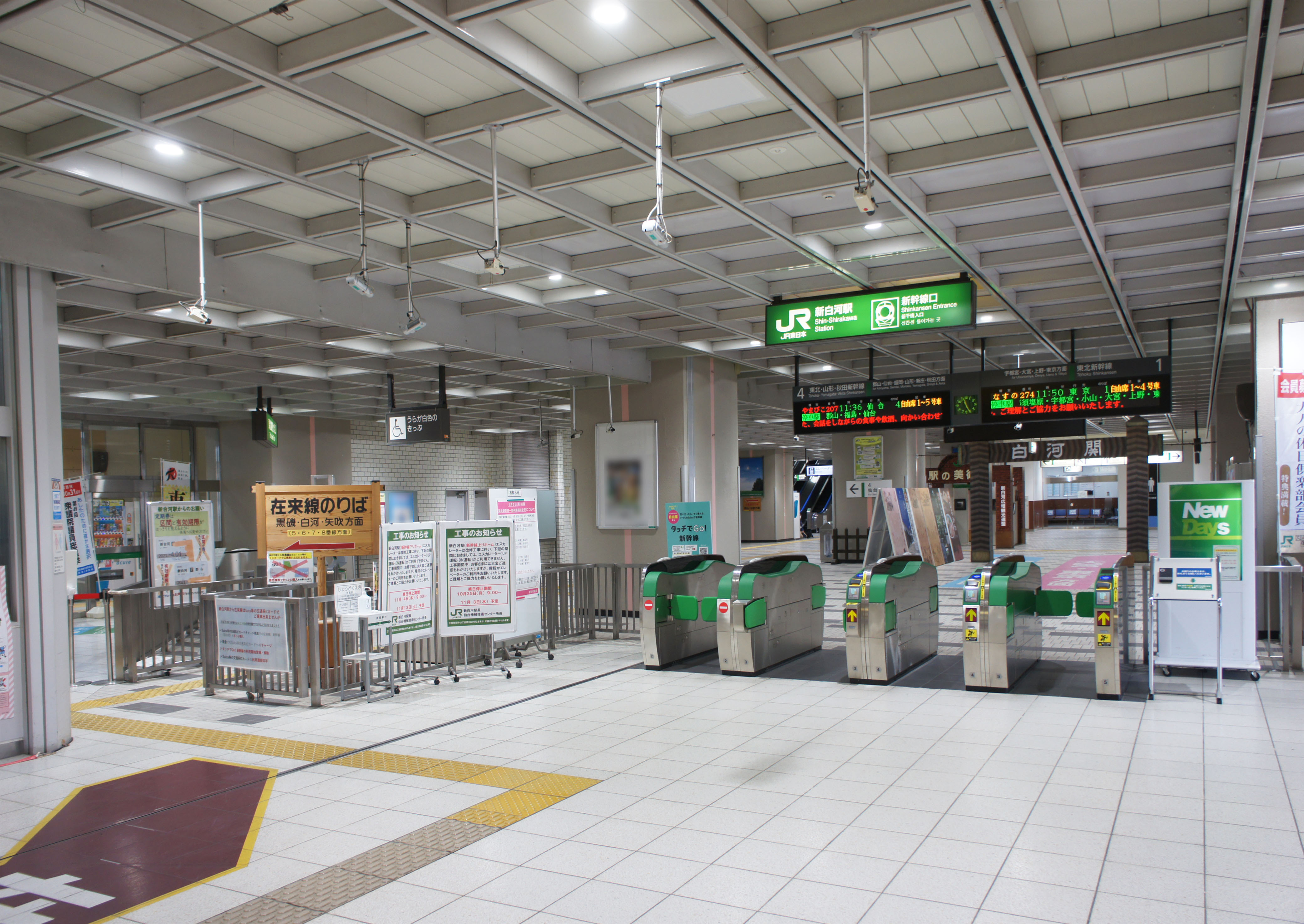
改札口（右側が新幹線、左側が在来線）（2021年10月）
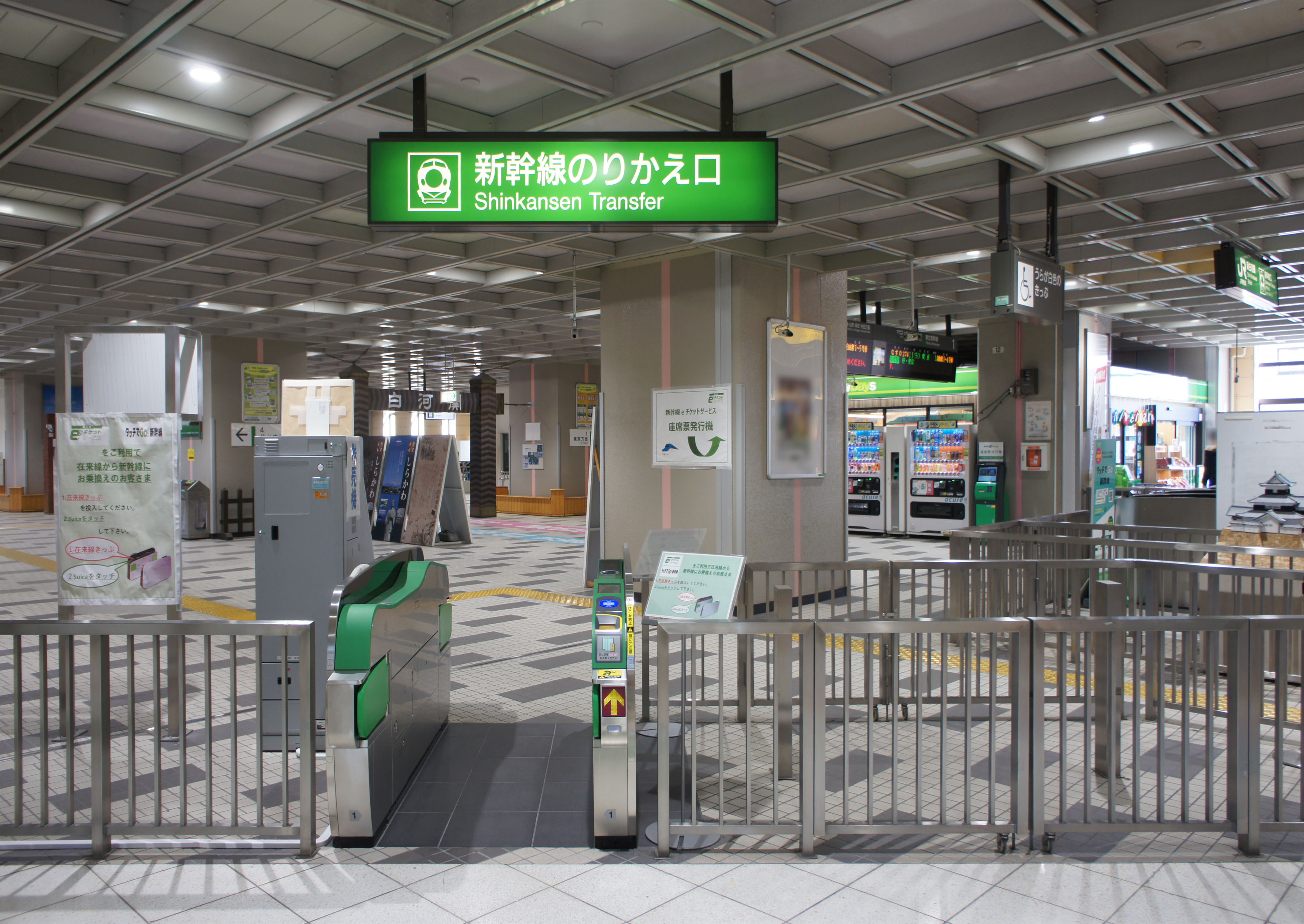
在来線⇔新幹線乗換改札口（2021年10月）
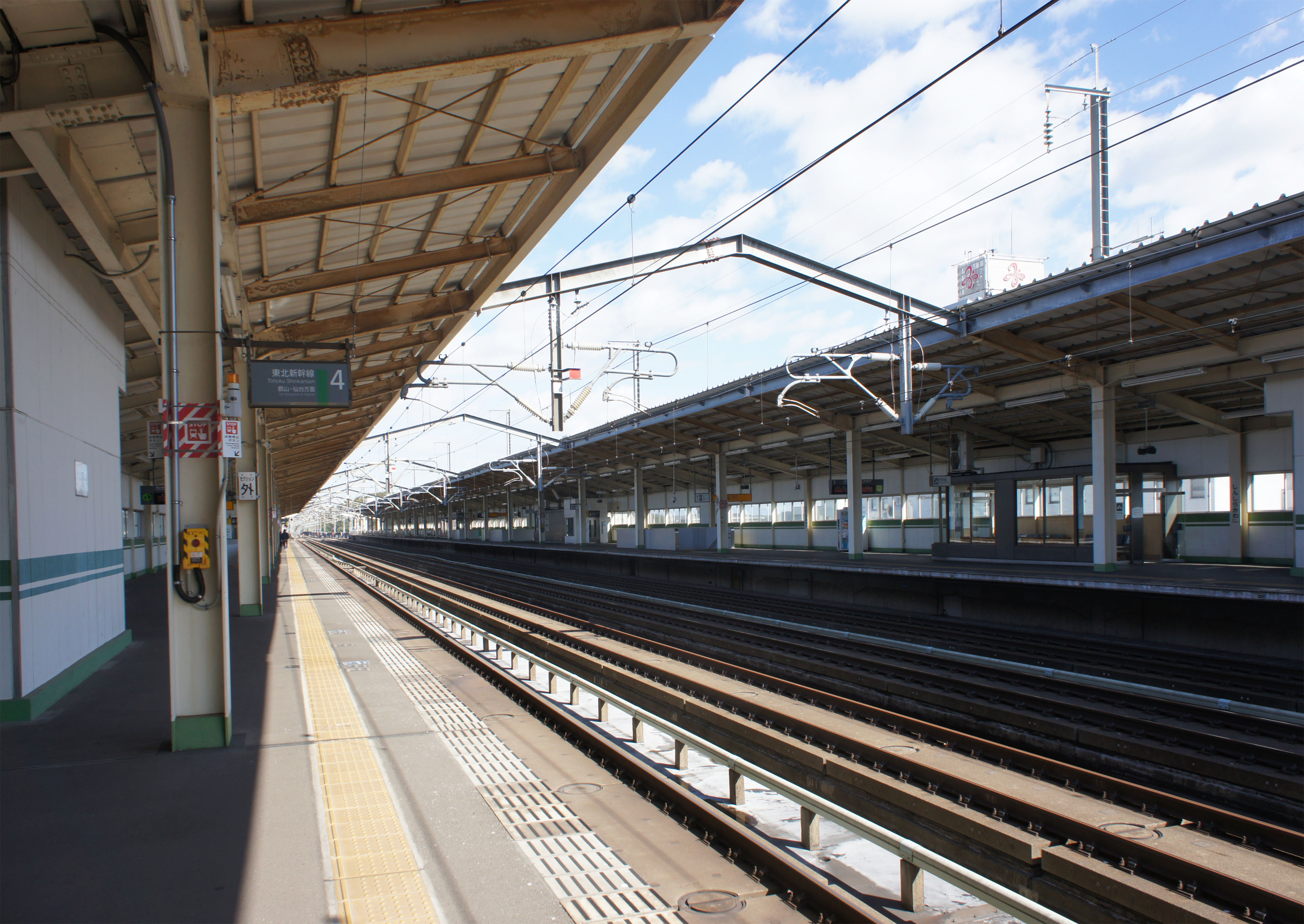
新幹線ホーム（2021年10月）
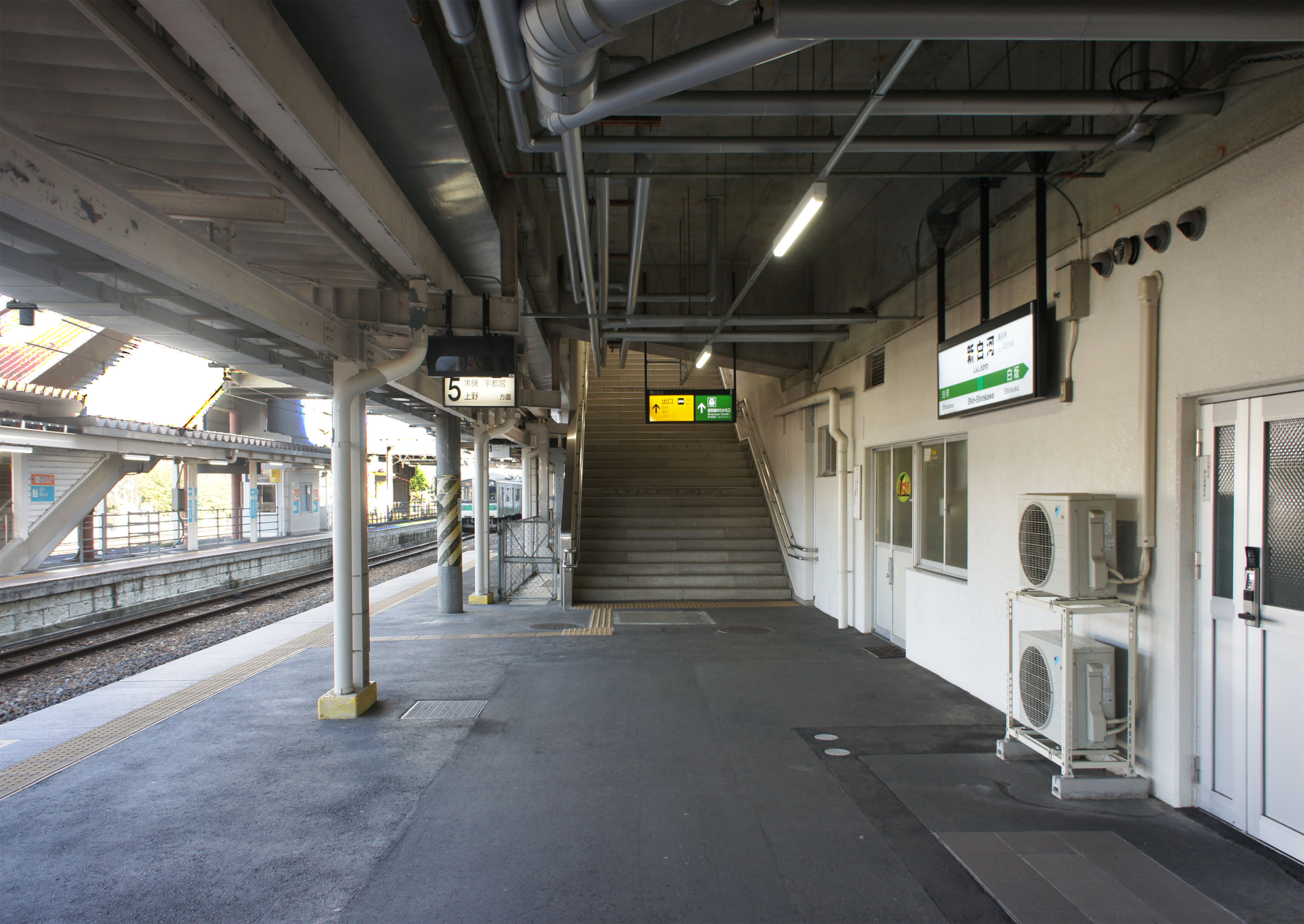
在来線5番線ホーム（2021年10月）
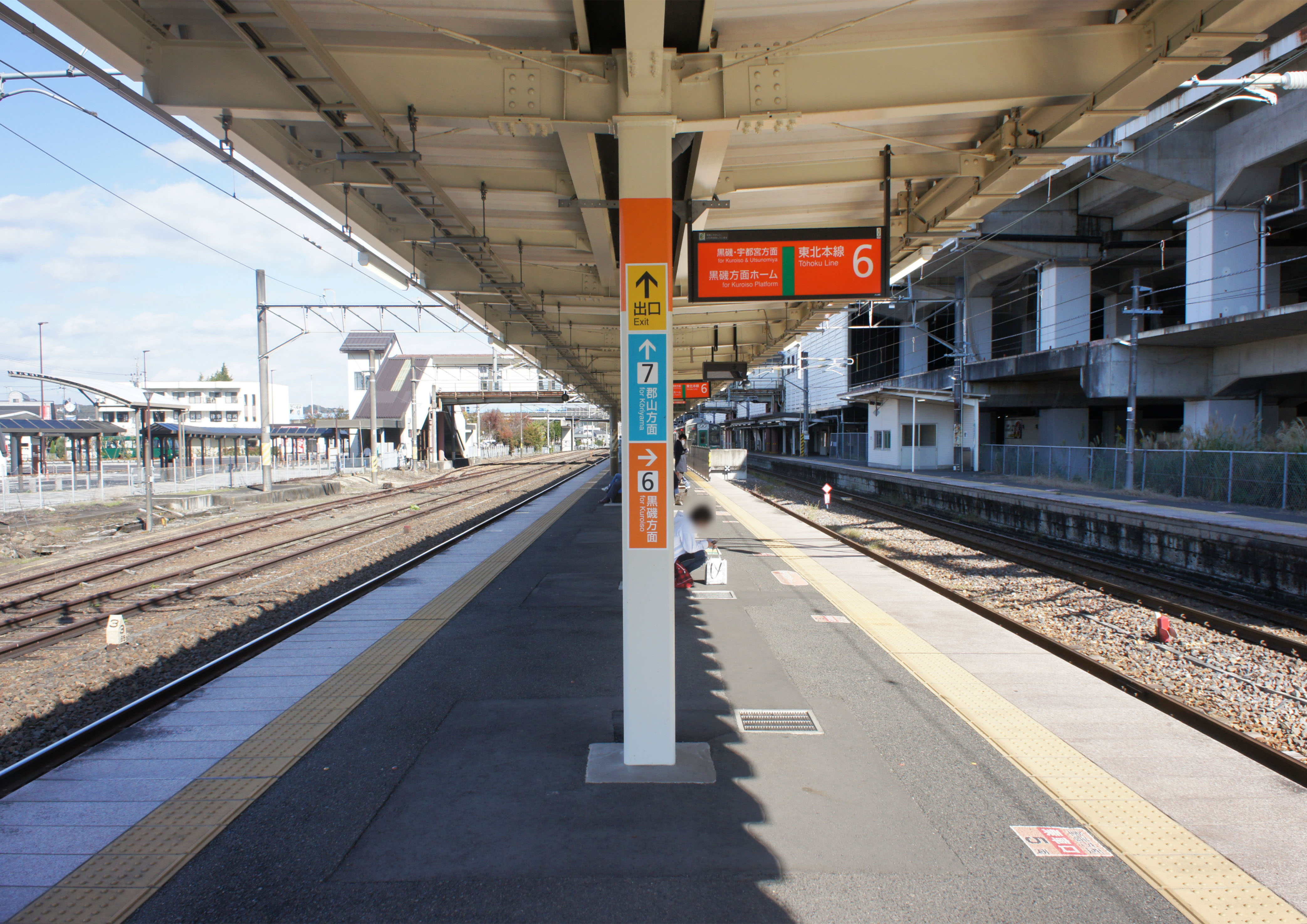
在来線6・8番線ホーム（2021年10月）
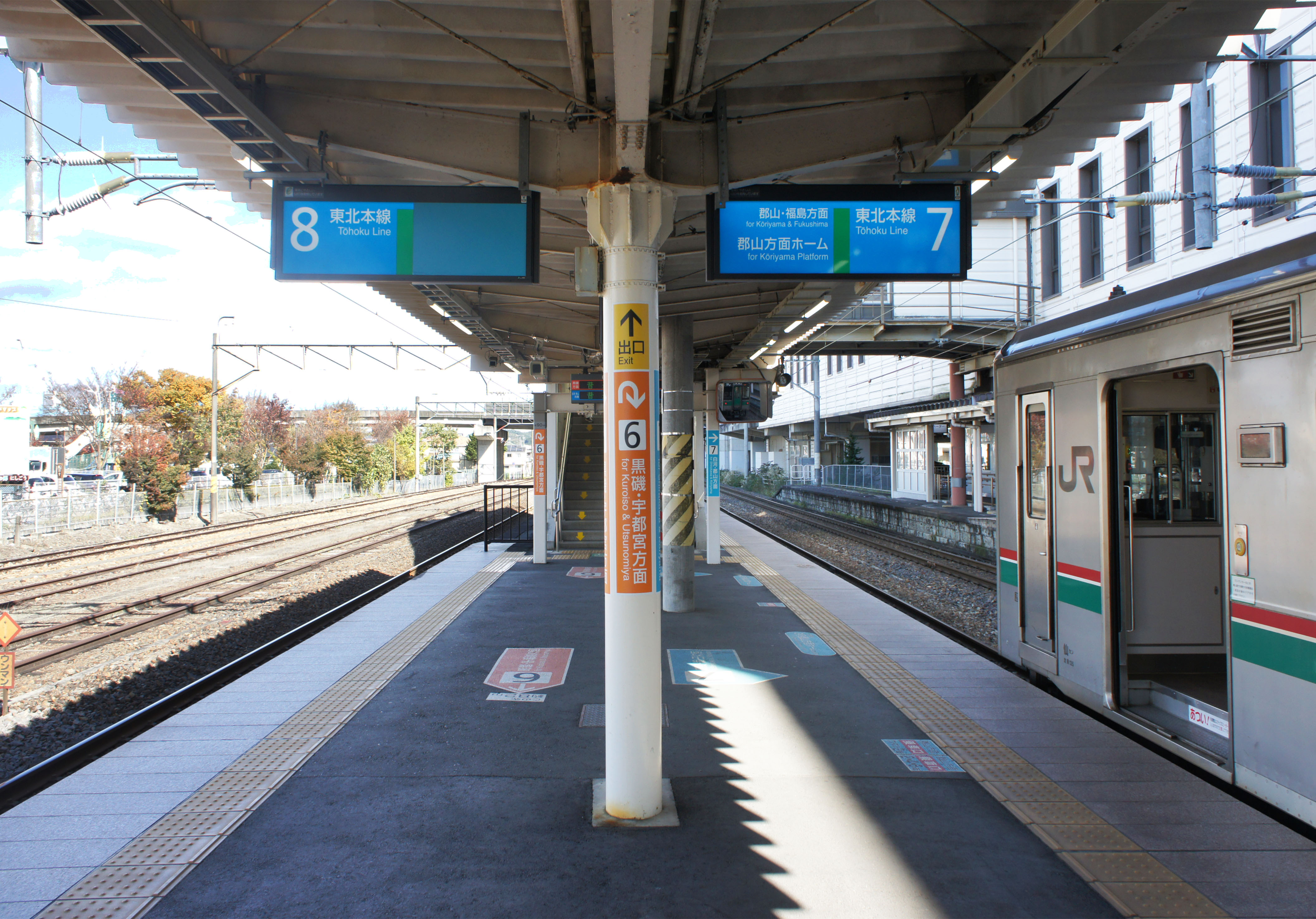
在来線7・8番線ホーム（2021年10月）
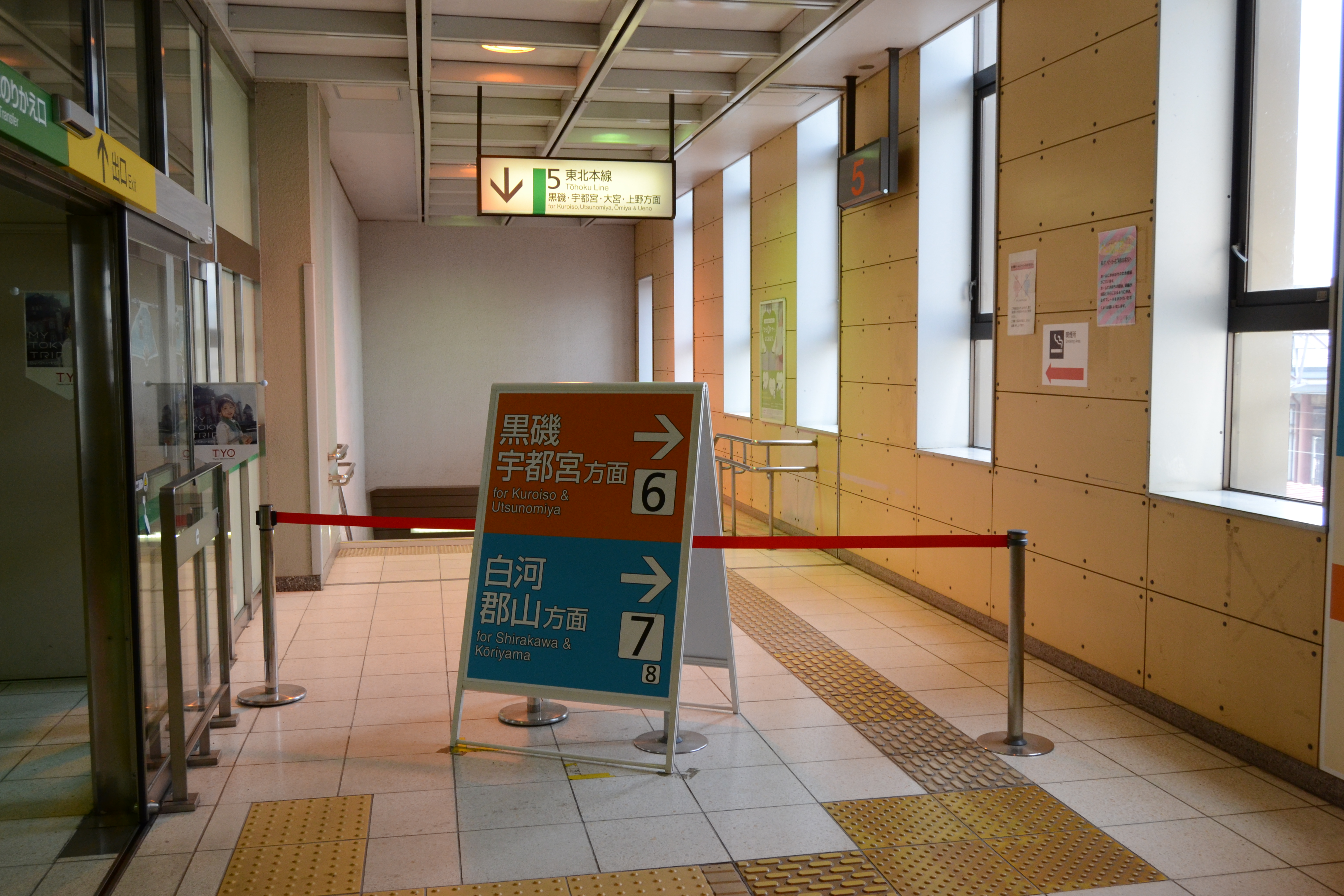
新白河駅の5番線ホームに向かう階段は、未使用時には閉鎖される。

## 駅弁
主な駅弁は下記の通り。
- 海苔のりべん

## 貨物取扱
2012年（平成24年）現在、JR貨物の駅は車扱貨物の臨時取扱駅となっており、貨物列車の発着はない。貨物設備はなく、専用線も当駅には接続していない。
かつては、駅から分岐し三菱製紙白河工場へ至る専用線があった。この線は紙製品や工場燃料の石油、化学薬品などの輸送に使用されていたが、工場の減産に伴い1994年（平成6年）4月ごろに廃止された。紙製品輸送は、コンテナや有蓋車を用いていた。

## 利用状況
JR東日本によると、2023年度（令和5年度）の1日平均乗車人員は2,701人である。また、同年度の新幹線の1日平均乗車人員は1,868人である。
2000年度（平成12年度）以降の推移は以下のとおりである。
| 1日平均乗車人員推移 | 1日平均乗車人員推移 | 1日平均乗車人員推移 | 1日平均乗車人員推移 | 1日平均乗車人員推移 | 1日平均乗車人員推移 | 1日平均乗車人員推移 | 1日平均乗車人員推移 | 1日平均乗車人員推移           |
| 年度                | 計                  | 計                  | 計                  | 新幹線              | 新幹線              | 新幹線              | 新幹線              | 出典                          |
| 年度                | 定期外              | 定期                | 合計                | 定期外              | 定期                | 合計                | 前年度比            | 出典                          |
| ------------------- | ------------------- | ------------------- | ------------------- | ------------------- | ------------------- | ------------------- | ------------------- | ----------------------------- |
| 2000年（平成12年）  |                     |                     | 2,824               | 非開示              | 非開示              | 非開示              | 非開示              | [ 利用客数 2 ]                |
| 2001年（平成13年）  |                     |                     | 2,799               | 非開示              | 非開示              | 非開示              | 非開示              | [ 利用客数 3 ]                |
| 2002年（平成14年）  |                     |                     | 2,807               | 非開示              | 非開示              | 非開示              | 非開示              | [ 利用客数 4 ]                |
| 2003年（平成15年）  |                     |                     | 2,801               | 非開示              | 非開示              | 非開示              | 非開示              | [ 利用客数 5 ]                |
| 2004年（平成16年）  |                     |                     | 2,808               | 非開示              | 非開示              | 非開示              | 非開示              | [ 利用客数 6 ]                |
| 2005年（平成17年）  |                     |                     | 2,799               | 非開示              | 非開示              | 非開示              | 非開示              | [ 利用客数 7 ]                |
| 2006年（平成18年）  |                     |                     | 2,761               | 非開示              | 非開示              | 非開示              | 非開示              | [ 利用客数 8 ]                |
| 2007年（平成19年）  |                     |                     | 2,856               | 非開示              | 非開示              | 非開示              | 非開示              | [ 利用客数 9 ]                |
| 2008年（平成20年）  |                     |                     | 2,899               | 非開示              | 非開示              | 非開示              | 非開示              | [ 利用客数 10 ]               |
| 2009年（平成21年）  |                     |                     | 2,759               | 非開示              | 非開示              | 非開示              | 非開示              | [ 利用客数 11 ]               |
| 2010年（平成22年）  |                     |                     | 2,724               | 非開示              | 非開示              | 非開示              | 非開示              | [ 利用客数 12 ]               |
| 2011年（平成23年）  |                     |                     | 2,504               | 非開示              | 非開示              | 非開示              | 非開示              | [ 利用客数 13 ]               |
| 2012年（平成24年）  | 1,693               | 1,114               | 2,807               | 1,513               | 501                 | 2,014               |                     | [ 利用客数 14 ] [ 新幹線 2 ]  |
| 2013年（平成25年）  | 1,774               | 1,119               | 2,894               | 1,583               | 460                 | 2,044               |                     | [ 利用客数 15 ] [ 新幹線 3 ]  |
| 2014年（平成26年）  | 1,801               | 1,077               | 2,879               | 1,601               | 440                 | 2,041               |                     | [ 利用客数 16 ] [ 新幹線 4 ]  |
| 2015年（平成27年）  | 1,890               | 1,104               | 2,994               | 1,673               | 458                 | 2,131               |                     | [ 利用客数 17 ] [ 新幹線 5 ]  |
| 2016年（平成28年）  | 1,883               | 1,115               | 2,999               | 1,670               | 445                 | 2,115               |                     | [ 利用客数 18 ] [ 新幹線 6 ]  |
| 2017年（平成29年）  | 1,912               | 1,084               | 2,997               | 1,695               | 422                 | 2,118               |                     | [ 利用客数 19 ] [ 新幹線 7 ]  |
| 2018年（平成30年）  | 1,936               | 1,093               | 3,029               | 1,704               | 449                 | 2,154               |                     | [ 利用客数 20 ] [ 新幹線 8 ]  |
| 2019年（令和元年）  | 1,852               | 1,143               | 2,995               | 1,631               | 503                 | 2,135               |                     | [ 利用客数 21 ] [ 新幹線 9 ]  |
| 2020年（令和02年）  | 678                 | 1,105               | 1,784               | 518                 | 513                 | 1,032               | −51.7%              | [ 利用客数 22 ] [ 新幹線 10 ] |
| 2021年（令和03年）  | 880                 | 1,118               | 1,999               | 695                 | 494                 | 1,190               | 15.3%               | [ 利用客数 23 ] [ 新幹線 11 ] |
| 2022年（令和04年）  | 1,296               | 1,111               | 2,407               | 1,068               | 508                 | 1,576               | 32.5%               | [ 利用客数 24 ] [ 新幹線 12 ] |
| 2023年（令和05年）  | 1,608               | 1,093               | 2,701               | 1,339               | 528                 | 1,868               | 118.8%              | [ 利用客数 1 ] [ 新幹線 1 ]   |

## 駅周辺
駅周辺は西郷村と白河市の範囲である。東口が白河市側、西口が西郷村への玄関口となっている。
東口（正面口・白河市側）
当駅周辺は隣の白河駅周辺と並んで白河ラーメンの店が多数立地し、駅構内にも出店している。
- 一般車用有料駐車場
- タクシー乗り場
- ホテルサンルート白河
- 国道294号
- 国道289号（棚倉・いわき方面）
- 東日本旅客鉄道総合研修センター - 乗務員の養成、社員研修施設[注 3]
- 新白河駅前郵便局
- メガステージ白河
  - ヨークベニマルメガステージ白河店[注 4]
  - マツモトキヨシメガステージ白河店
  - ヤマダデンキテックランド白河店 ほか
- 白河モール
  - ベイシア白河モール店
  - カインズホーム白河モール店
- ケーズデンキ白河店
- トヨタレンタリース 新白河駅新幹線口
- ニッポンレンタカー東北 新白河駅前営業所
- ホテルプレザント白河
- ホテルルートイン新白河駅東
- 東北ポール白河工場第二（製）
- 白河警察署 新白河交番
- 南湖公園
  - 翠楽苑
  - 南湖神社

西口（高原口・西郷村側）
- タクシー乗り場
- 一般車用有料駐車場
- 日産レンタカー 新白河駅前営業所
- 白河和尚壇簡易郵便局
- 東横INN新白河駅前
- ウインズ新白河
- 三菱製紙白河工場
- 国道4号
- 国道289号（甲子温泉・下郷方面）
- イオン白河西郷ショッピングセンター
  - 西郷村役場 行政サービスセンター
- 東北自動車道 白河インターチェンジ
- 西郷バスストップ - 高速バス（あぶくま号・あだたら号）が発着。徒歩15分ほど。
- プレミアイン白河

## バス路線
| のりば         | 運行事業者                                                                                          | 路線・行先 | 備考                                                                                  |
| 新白河駅       | 新白河駅                                                                                            | 新白河駅 | 新白河駅                                                                              |
| -------------- | --------------------------------------------------------------------------------------------------- | --- | ------------------------------------------------------------------------------------- |
| 1              | JRバス関東                                                                                          | 白棚線：白河駅／白河高校 | 白河高校行は朝のみ                                                                    |
| 1              | 白河市循環バス 「こみねっと」                                                                       | - 中循環1コース・中循環2コース - 南循環3コース・南循環4コース - 西循環コース（左回り5コース）・西循環コース（右回り6コース）             | - 「中循環コース」「南循環コース」は日曜・祝日運休 - 「西循環コース」は土曜・休日運休 |
| 2              | JRバス関東                                                                                          | 白棚線：磐城棚倉駅・祖父岡 |                                                                                       |
| 3              | 福島交通                                                                                            | - 石川駅・石川営業所 - 白坂 - 白河の関・関の森公園 - 白河駅                                                                              |                                                                                       |
| 4              | 桜交通                                                                                              | 夜行便：新宿 |                                                                                       |
| 新白河駅高原口 | | |                                                                                       |
|                | 福島交通                                                                                            | - 勝負沢 - 太陽の国・下芝原 - 川谷 - 綱子 - 白河厚生総合病院／由井ヶ原 - 白河駅前 - 真名子 - 新甲子温泉 - グランディ羽鳥湖スキーリゾート | グランディ羽鳥湖スキーリゾート行きは冬季のみ                                          |
| 西郷村住民バス | - 北部循環山下・役場回り - 北部循環羽太・役場回り - 南部循環大平・役場回り - 南部循環西原・役場回り | |                                                                                       |

## 隣の駅
東日本旅客鉄道（JR東日本）
 東北新幹線
那須塩原駅 - 新白河駅 - 郡山駅
■東北本線
白坂駅 - 新白河駅 - 白河駅

### 記事本文